# Chapelle monolithe Saint-Georges de Gurat
L'église souterraine monolithe de Gurat, dite chapelle Saint-Georges, est une ancienne chapelle creusée dans une falaise située à Gurat, dans le département de la Charente.
Comptant parmi les églises monolithes de France, elle a d'abord fait l’objet d’une inscription au titre des monuments historiques le 30 octobre 1963, puis d'un classement le 5 mai 2015.

## Localisation
Elle est située à l'aplomb du centre bourg, dans la vallée de la Lizonne. Elle est creusée dans la paroi rocheuse faisant face à l'est, surplombant le canal des Moulins, bras du Ronsenac qui est un affluent de la Lizonne. On y accède par un chemin passant en contrebas de la falaise ou un sentier parallèle aménagé de 200 m de long, depuis la route de Vendoire.

## Histoire
Au départ ce qui était une grotte naturelle a été agrandi par la main de l'homme pour en faire un sanctuaire rupestre.
Aucun écrit ne mentionne ce lieu avant le XVIIIe siècle, d'où la difficulté de retracer son histoire. En effet, sa première mention date d'un arpentage de 1747 mentionnant « les rochers de Saint-Georges ».
Cette église monolithe fut vraisemblablement un abri pour les pèlerins de Saint-Jacques de Compostelle, Gurat étant situé sur un itinéraire passant par Marthon ou Angoulême, Villebois-Lavalette et Aubeterre.
Dans la région, on retrouve des églises monolithes à plus grande échelle, à Aubeterre-sur-Dronne et Saint-Émilion.
Ce lieu a aussi vraisemblablement servi de cachette durant les périodes agitées.
L'héritage populaire la dédie à saint Georges, car elle aurait été achevée un 23 avril.
À la suite de son inscription au titre des monuments historiques en 1963, des fouilles ont été effectuées par le chercheur canadien Michael Gervers au cours des années 1960 et 1970. Des tombes et des pièces de monnaie datant du XIIIe siècle ont été trouvées, ce qui a permis de supposer que ce lieu de culte a été abandonné au cours des guerres de Religion, au XVIe siècle.
Une légende dit que les cloches, situées sur la surface du plateau au bord du village, ont été enlevées et cachées dans une source située à 500 mètres de là, le « trou de Gabard ». Une légende plus fantaisiste dit que les huguenots ont tenté de creuser la roche pour retirer les cloches, mais n'y arrivant pas, les ont jetées dans le trou de Gabard.
À la suite de son classement définitif aux monuments historiques en 2015, d'autres fouilles ont été effectuées par une équipe dirigée par Mylène Navetat, archéologue régionale, en 2017 et 2018. Les résultats ont permis d'affiner la date de construction à la fin du XIe siècle et au début du XIIe siècle, très rapprochée de celle de l'église monolithe d'Aubeterre, et la date d'abandon du culte, vers le XVe siècle. Le culte n'était pas à usage public mais privé.
À la suite de son abandon, l'église a servi de grange pour le bétail et d'annexe agricole ; en témoignent des silos et agencements creusés dans la roche.
Le site et ses alentours étaient répartis sur treize petites propriétés que la commune a achetées en 2015, permettant ainsi de mieux mettre en valeur le site et d'aménager son accès.

## Description
L'édifice consiste en plusieurs salles, réparties sur plusieurs niveaux, dont la plus grande est une double nef orientée est-ouest séparée par deux piliers massifs excavés portant des arcades. L'ensemble est accessible par une porte creusée dans la falaise et un couloir coudé de huit mètres de long débouchant sur la salle principale, qui est le niveau inférieur. La nef au sud, profonde de 12 mètres, possède un fond plat. Celle au nord est plus courte, et possède une abside à ses deux extrémités. Le berceau de cette nef a été partiellement évidé pour former une coupole. Le chœur de la nef sud est maintenant à l'air libre et surmonté d'un arc triomphal. Ce chœur, formant plateforme hémicirculaire, est entouré de banquettes en pierre, probablement liées au culte. Trois marches en pierre permettent d'y accéder depuis l'extérieur.
Dans la voûte de la seconde nef on peut remarquer des trous, laissant supposer un campanile au-dessus dont la cloche était manœuvrée par ce trou.
Au centre de la nef principale est creusé un bassin servant à recueillir les eaux de ruissellement, bassin qui a pu servir pour le culte car situé devant le chœur. Le canal traversant la nef et drainant les eaux vers l'extérieur serait de l'époque de la construction.
Au nord-ouest de cette double nef, une salle a été aménagée à une époque indéterminée, mais supposée postérieure à l'abandon du culte. Cette salle, située à un niveau supérieur, contient des trous creusés dans le sol qui ont dû servir de silos,.
Deux excavations extérieures dans la falaise à proximité pourraient être les anciennes cellules d'un ermitage, comme à Bellevau près d'Angoulême, ou des aménagements d'habitat privé ou à but agricole, relativement plus récents. Ces excavations sont situées entre les deux espaces funéraires dans lesquelles ont été découvertes les tombes dans les années 1970 et 2018,.

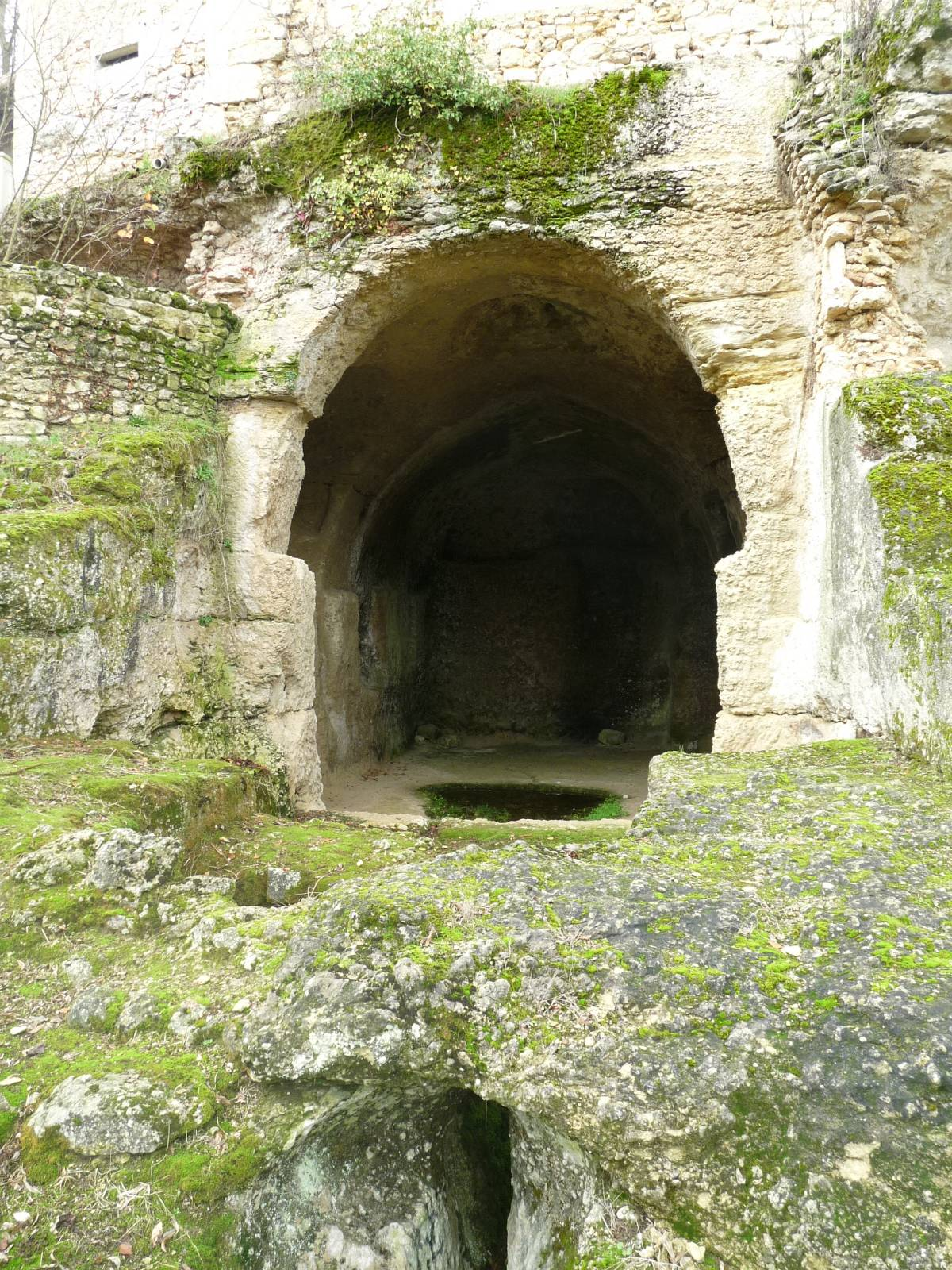
L'arc triomphal du chœur ; on aperçoit le bassin.
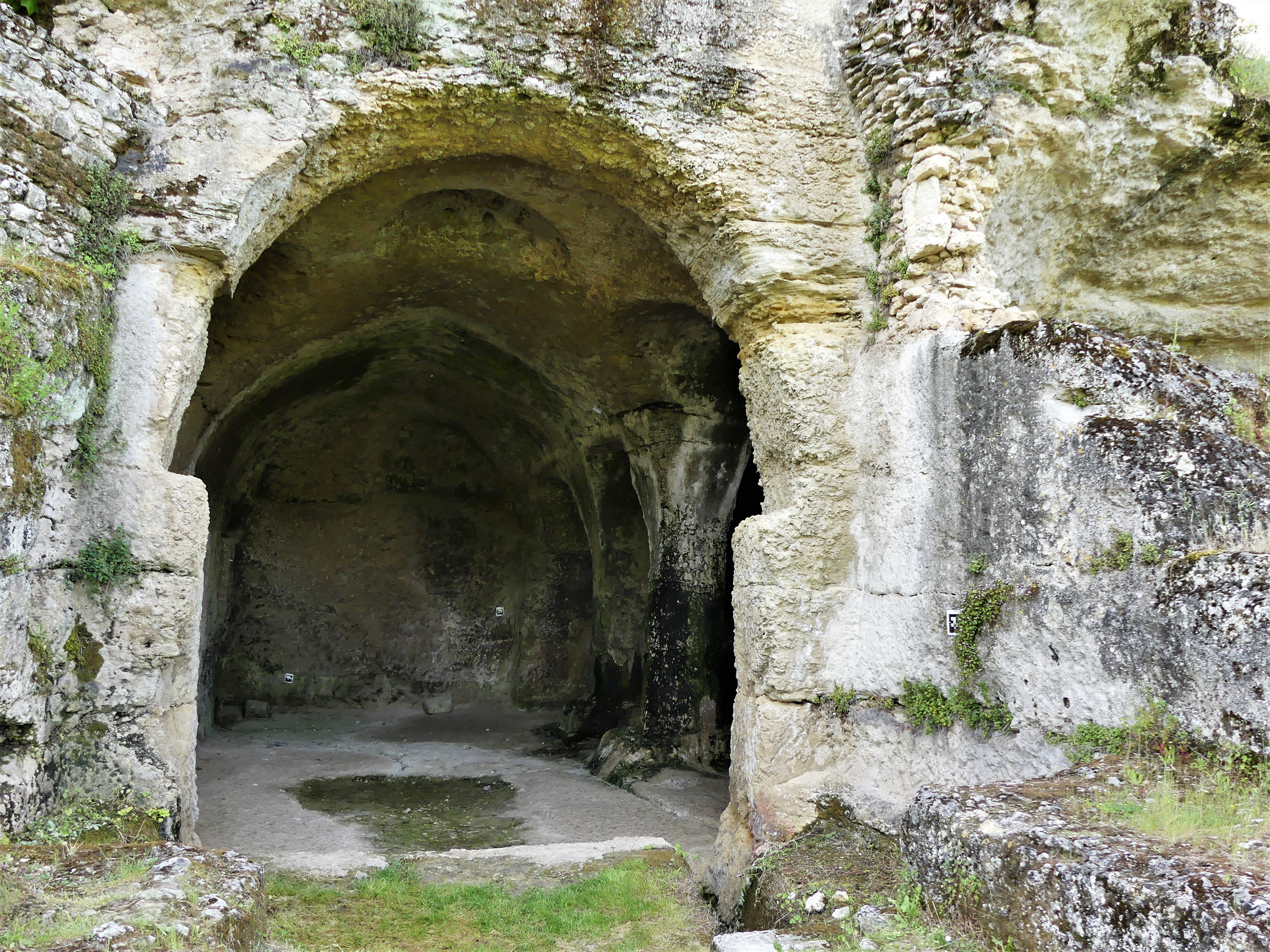
La nef vue du chœur.
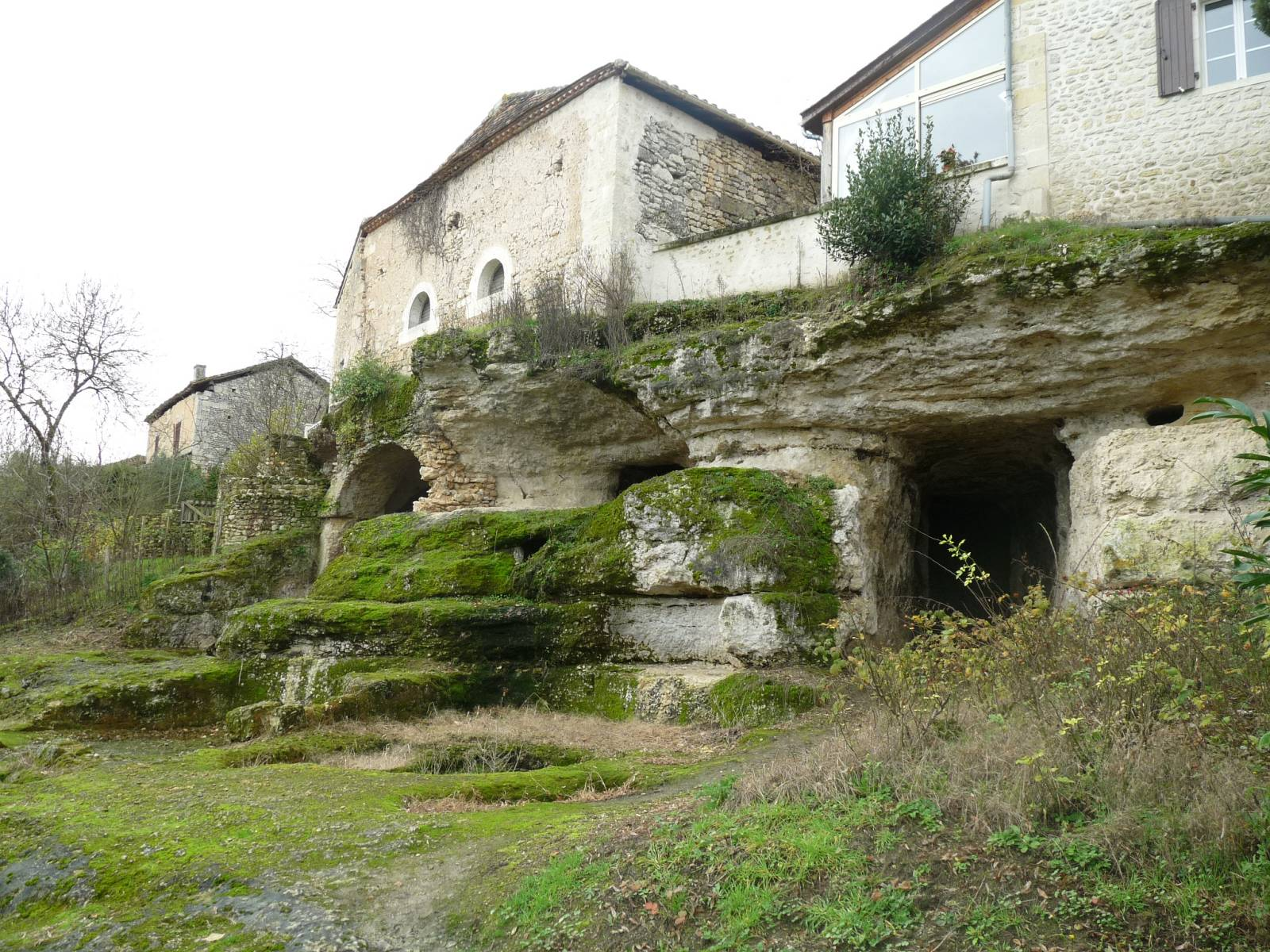
L'entrée d'origine.
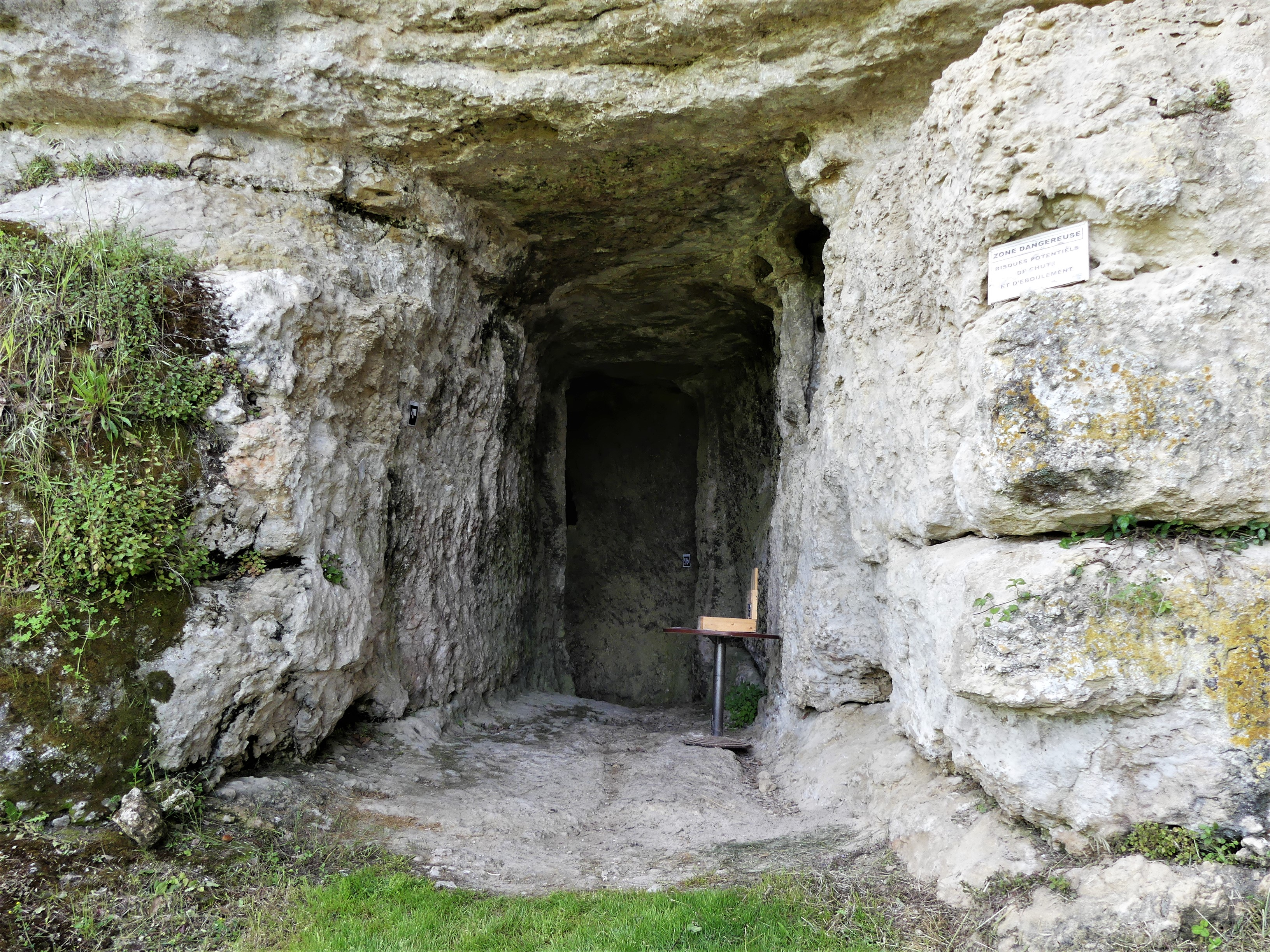
L'entrée d'origine.
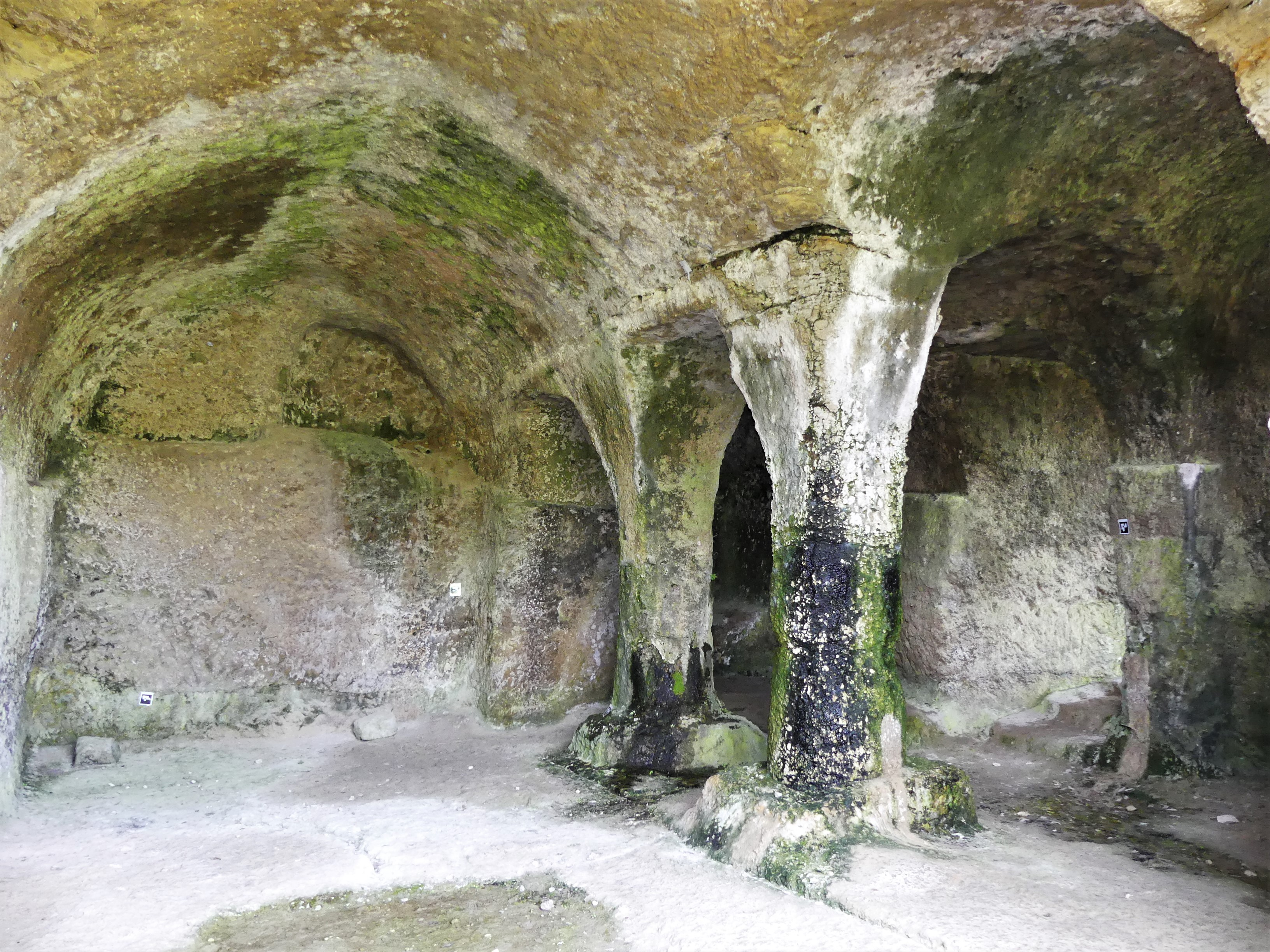
La nef et à droite, le bas-côté nord.
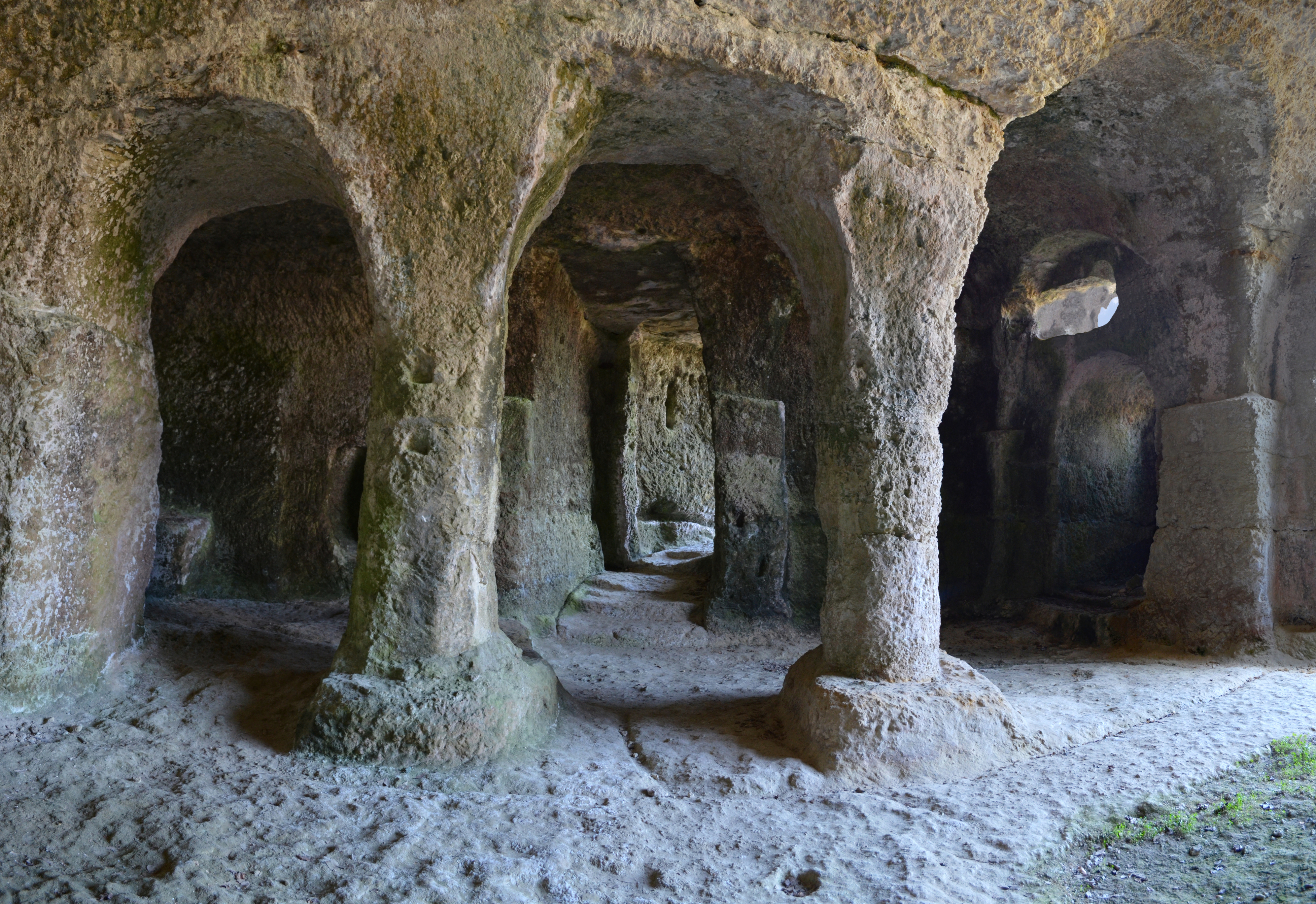
La nef (au premier plan), le bas-côté nord (derrière les piliers), et le couloir d'entrée (au fond).

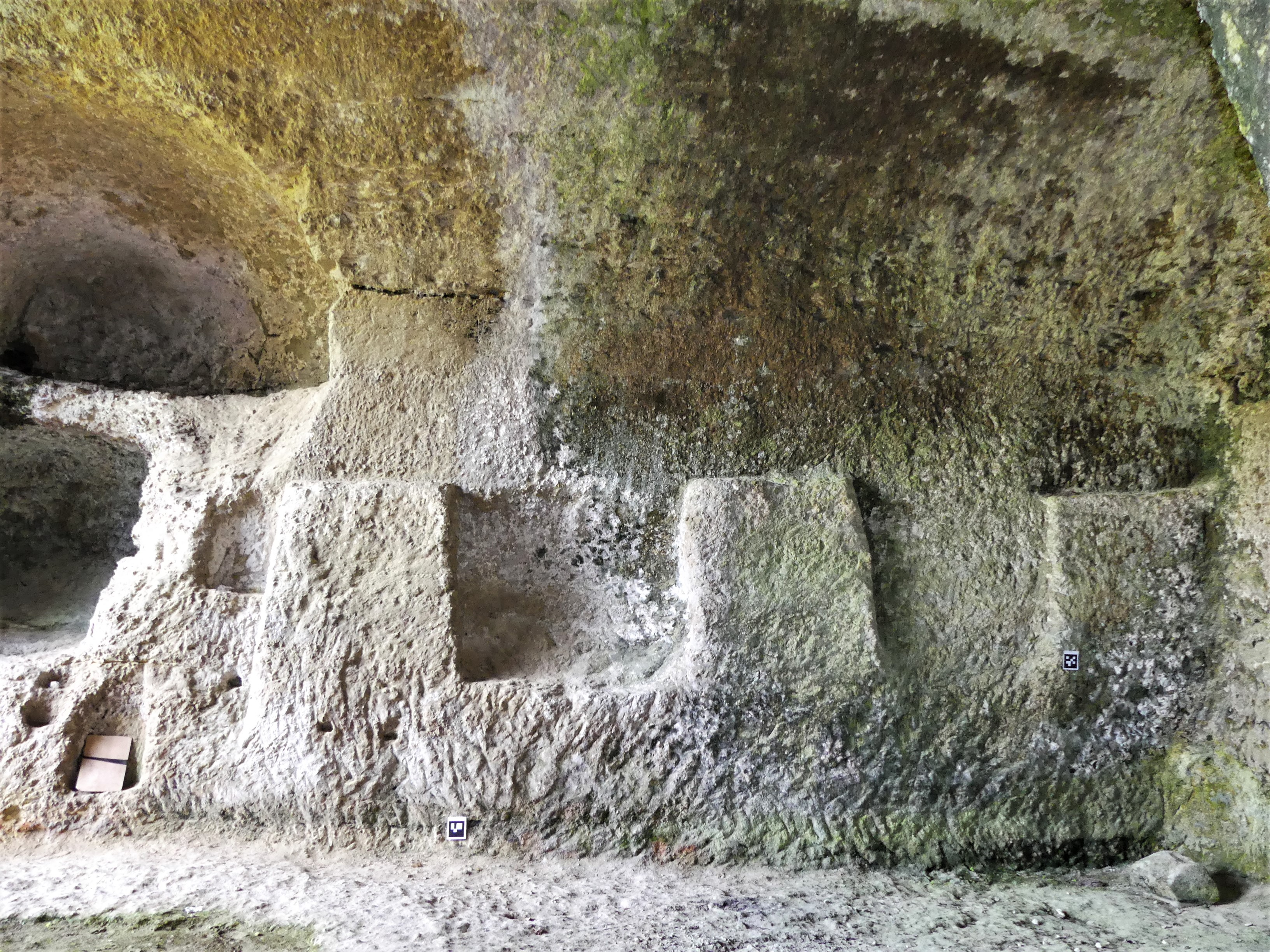
Le mur sud de la nef dans lequel ont été taillées trois ébauches de piliers.
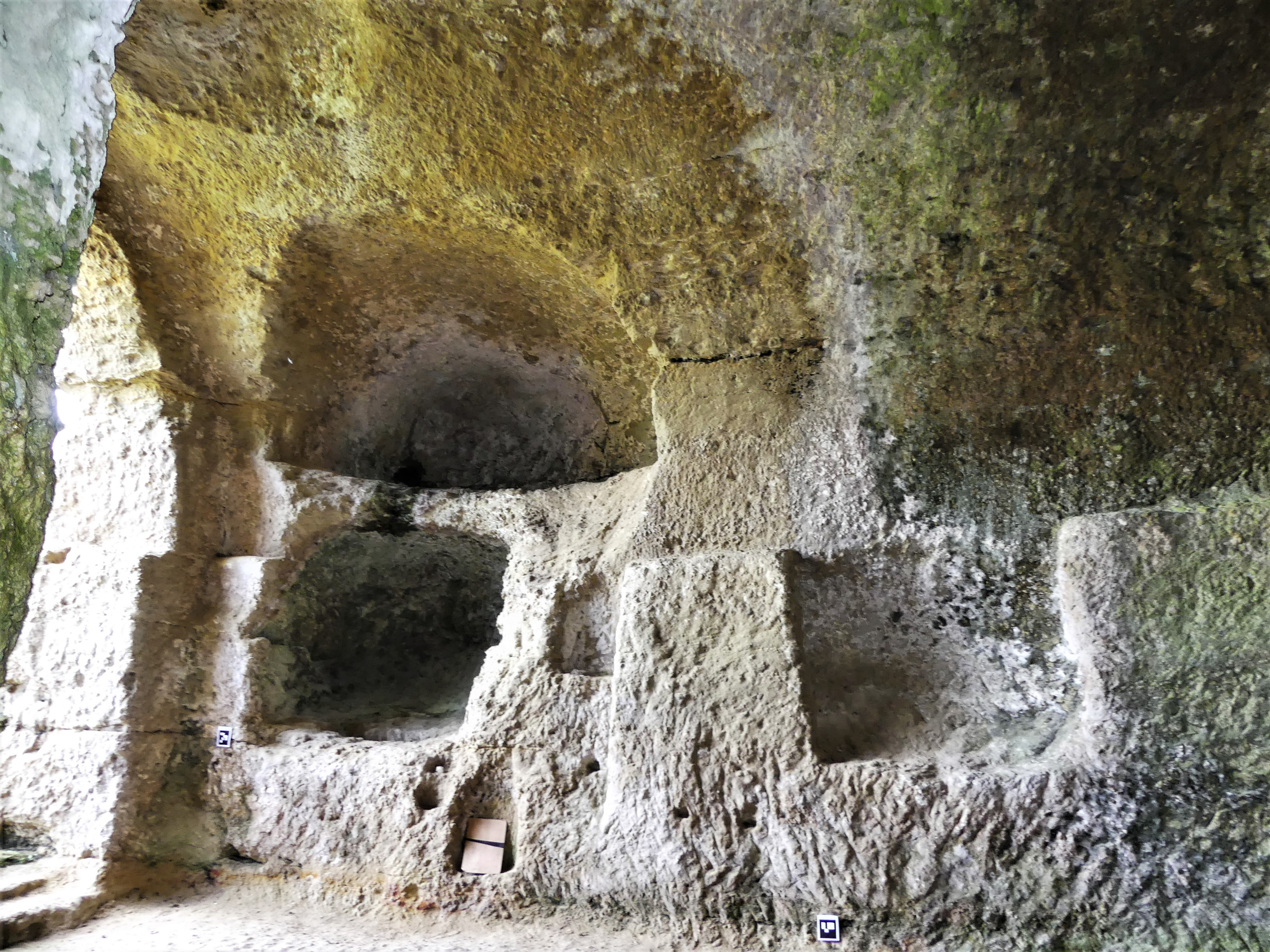
Le mur sud de la nef avec un arcosolium à gauche.
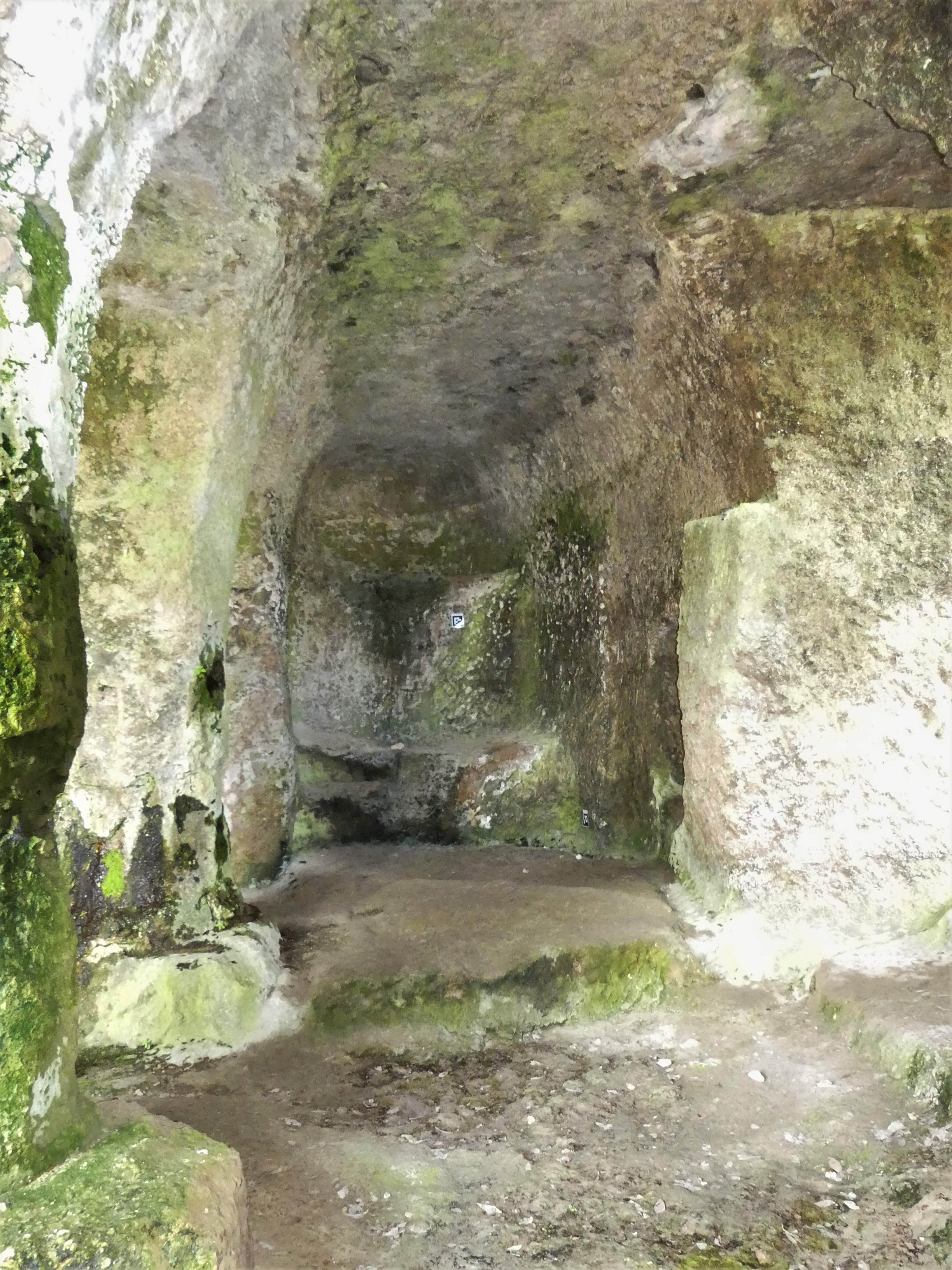
Le bas-côté nord.
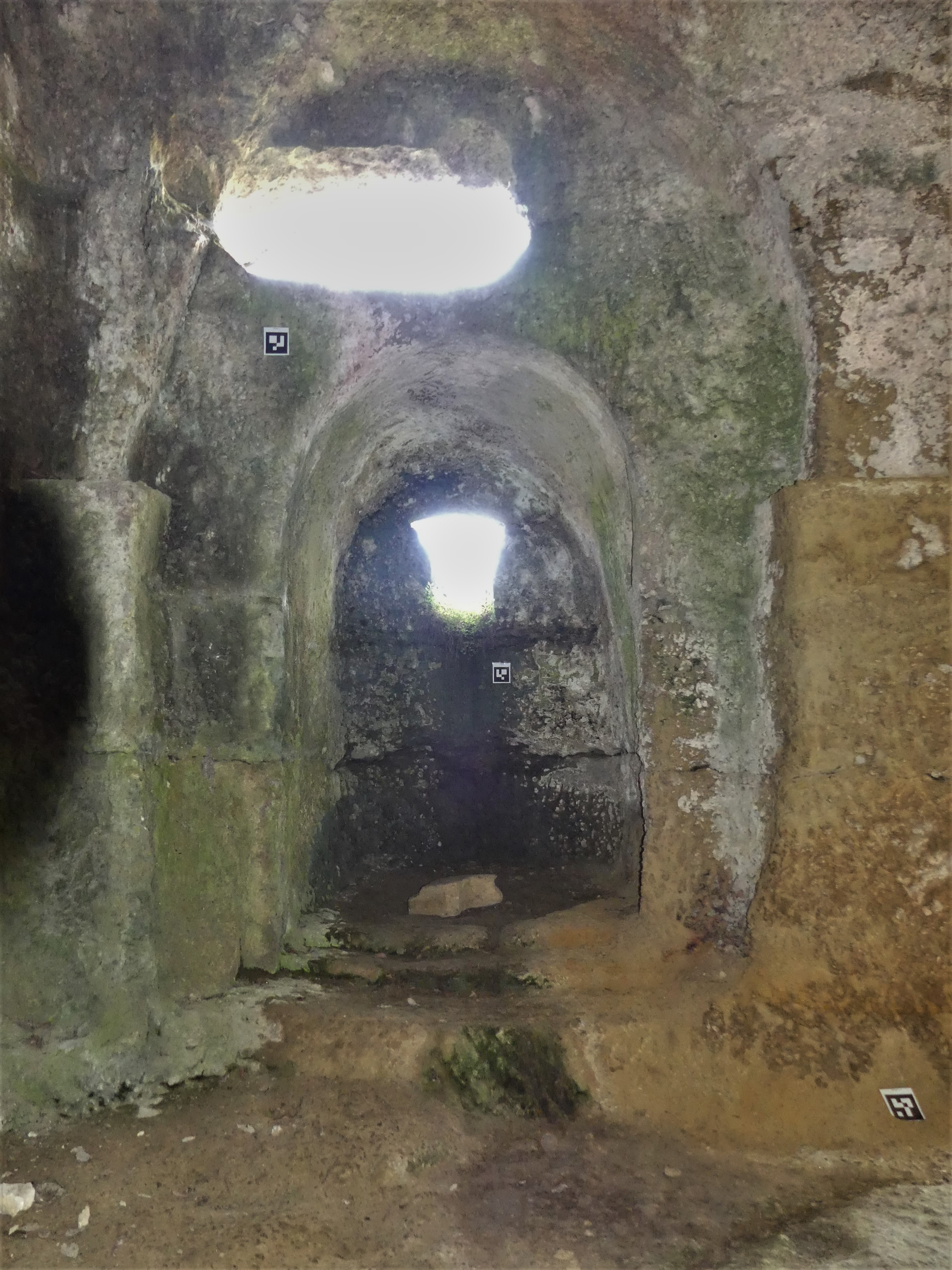
L'autel initial.
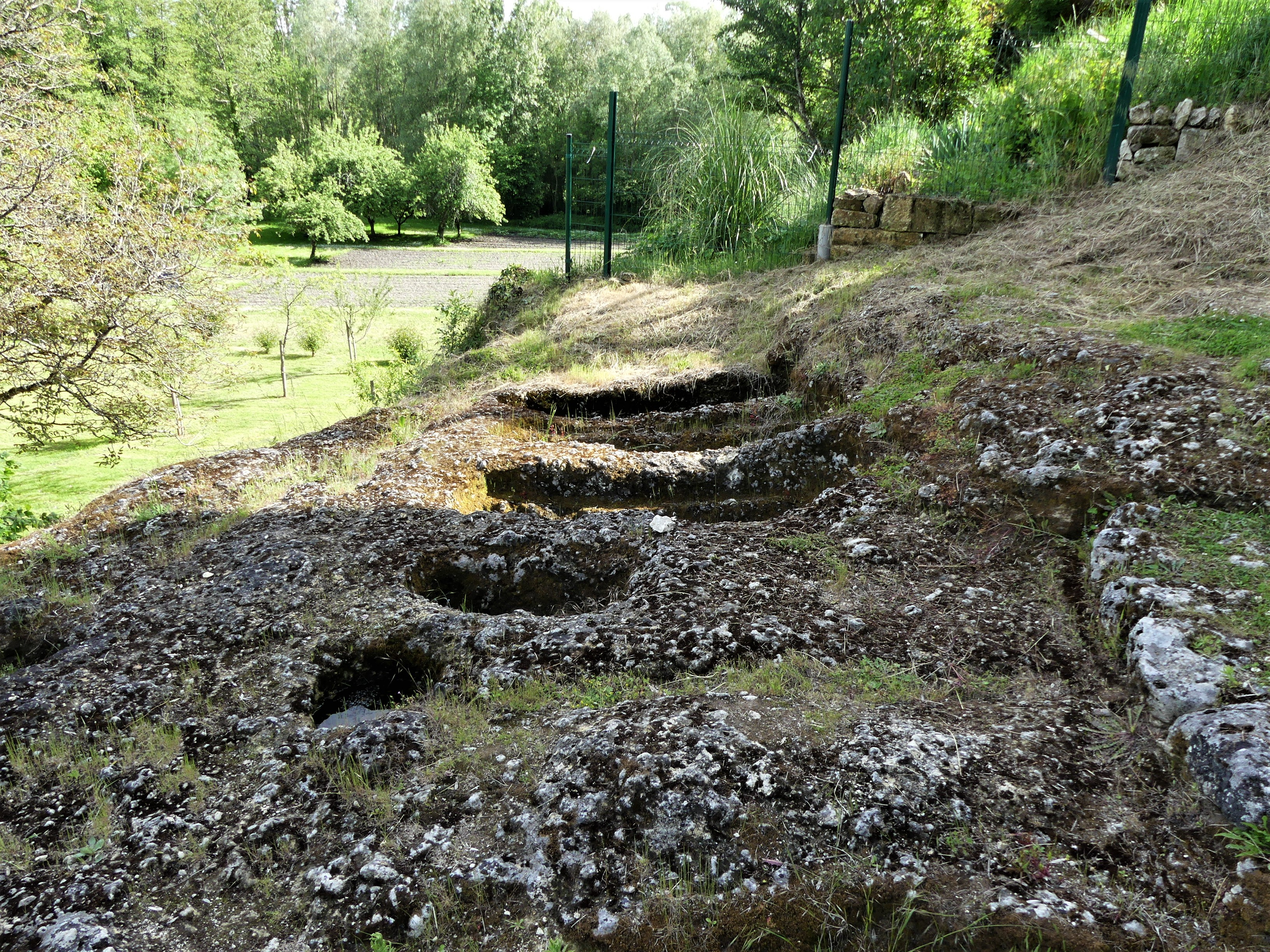
Tombes creusées dans la roche.
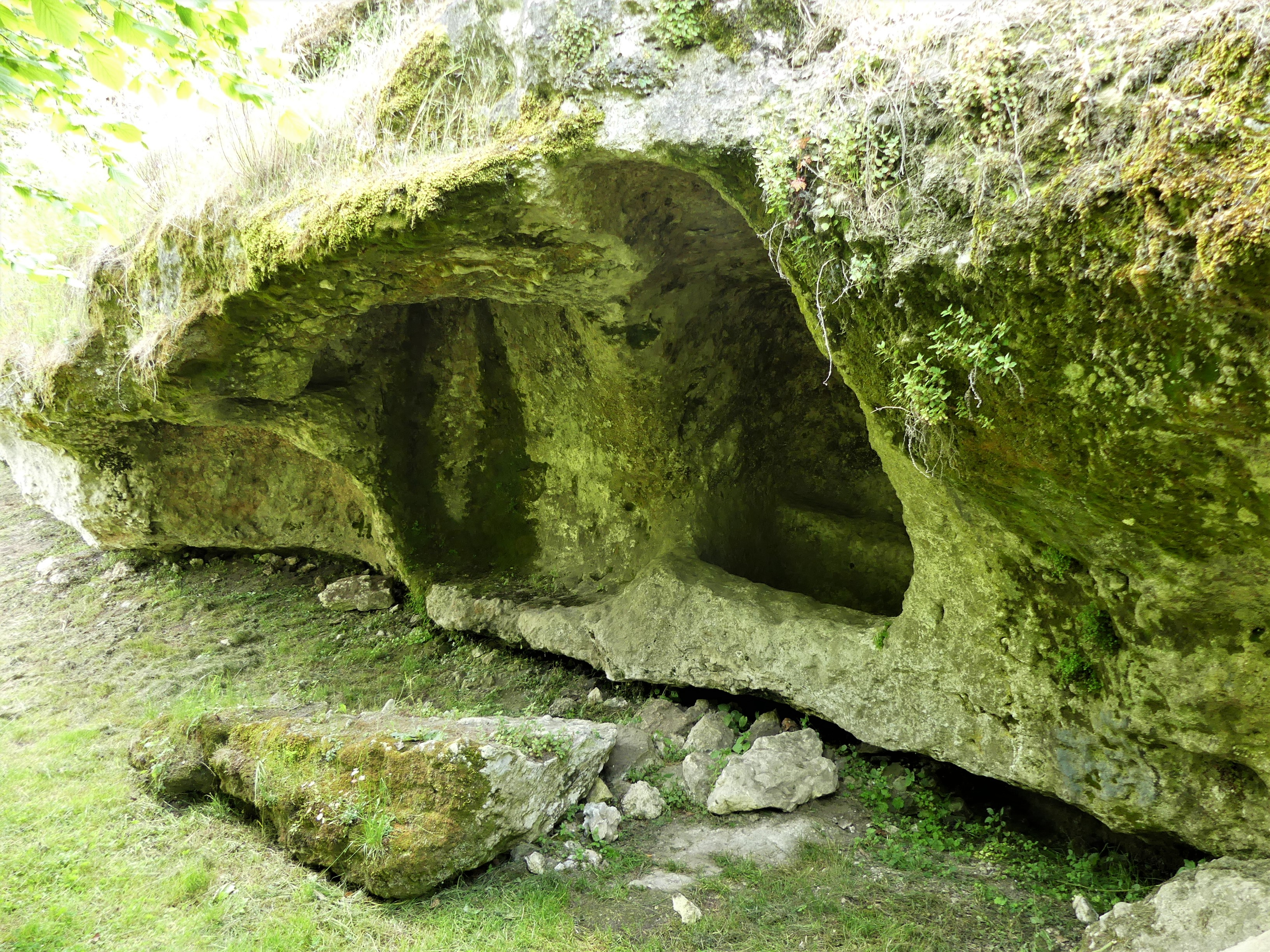
Deux abris en contrebas de la chapelle.